# 雅盧
在古老埃及神話之中的雅盧（Aaru，埃及語：𓇋𓄿𓂋𓅱𓆰𓆰𓆰 iArw，/ɑːˈruː/；意為 “蘆葦”；亦可寫作：Yaaru、Iaru、Aalu）平原，也稱為Sekhet-Aaru（蘆葦原），為古埃及宗教的天國樂園，自從歐西里斯神成為了埃及众神庙所供奉中的一尊神明以及在八元神（Ogdoad，也譯為八神會）的傳說之中接任阿努比斯神的位子以來，此處乃由祂所管轄治理的境地。雅盧被形容為尼羅河三角洲的卡（ka，靈魂的一部分）。

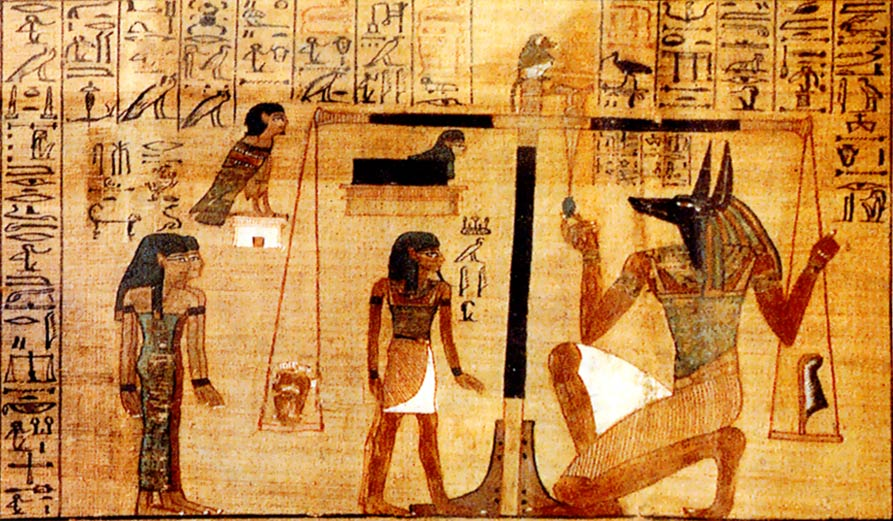
瑪亞特女神的「真理之羽」以及亡者在「第一次死亡」後的心臓各置於天秤一邊的冥府審判圖。寫於莎草紙上的古埃及《死者之書》的一部分內容。

古埃及人相信心臟是靈魂駐留的部位。當肉體死亡之時，於杜阿特（Duat，古埃及宗教中的冥府）裡，心臟是被放置在巨大的天秤上與一根羽毛一起放在天秤的两边称重，代表著瑪亞特（Ma'at，司真理和正義的女神）女神的概念。當這亡者的靈魂與天秤保持平衡時將被允許開始一段漫長與險惡的旅程而進入雅盧，進入那裏的靈魂將會獲得永恆的生命而愉悅的生存著。倘若心臟是沉重地並且是邪惡的傾倒一邊則會被鱷頭獅身怪物阿米特（Ammit）將死者給吞噬掉。即在這“第二次死亡”之後，這亡靈將注定在杜阿特之中得不到安息及安寧。
在抵達雅盧之前，這授予進入樂土資格的靈魂也即將要經歷一段漫長旅程且需要面對許多险境。一旦他們到達了，他們將穿越過一系列的大門進入。而這所穿越過的大門數目根據不同的文獻來源而有不同的紀錄及說法，有些文獻是說15道門、有些文獻則是說21道門。他們這些文獻都一致地描述著由武裝的惡魔持刀戍守著。
雅盧的方位與去處通常是位在東方，那裏是太陽升起的地方，並且被描述為一處漫無邊的蘆葦平原，頗像是俗世尼羅河三角洲。來到這裡的靈魂被允許在這理想的採集和農耕之地過著永恆的生活。更確切地說，雅盧是被想像為一系列的島嶼，涵蓋在“蘆葦平原”（fields of rushes or Sekhet Aaru）之中，英文文獻中的Aaru是源自埃及文的單字，為香蒲屬植物的意思，Aaru英文意義也作Rushes，不過Rushes於中文的字義可翻譯為蘆葦、灯芯草、藺草。在這裡有一處為歐西里斯後來所居住的地方，有時是被名為“奉獻平原（field of offerings）”，在埃及文中為Sekhet Hetepet。

## 背景
從埃及古王國到托勒密王朝時代，對關於往生境界的生命觀念發生了重大變化。
| 在雅盧的農業生活場景——源自於森尼杰姆（Sennedjem）陵墓 |
| ----------------------------------------------------- |
|                                                       |

## 延伸閱讀
- Budge, Ernest Alfred Wallis（英语：E. A. Wallis Budge） (1906). . London: Kegan Paul, Trench, Trübner & Co., Ltd. p. 37. Retrieved 2009-06-06.
- Jobes, Gertrude. Dictionary of Mythology, Folklore, and Stymbols, Part 1. New York:The Scarecrow Press, 1962.

## 外部連結
- Egyptian Field of Reeds (Aaru) and Christian Heaven （页面存档备份，存于）